# 山口県立山口南総合支援学校
山口県立山口南総合支援学校（やまぐちけんりつ やまぐちみなみそうごうしえんがっこう）は、山口県山口市にある県立特別支援学校。聴覚障害の幼児・児童・生徒が学ぶ学校である。

## 指導科構成
- 教育相談学級(就学前早期・乳児・幼児教育)
- 幼稚部
- 小学部
- 中学部
- 高等部
  - 就業実践科:
  - 産業情報科

  - 普通科

  - 産業科

## 沿革
- 1907年8月16日 - 下関博愛婦人会が今富盲学館を継承し、聾唖生を加えて私立下関博愛盲唖学校と称し山口県知事認可
- 1929年4月 - 県に移管し、山口県立下関盲唖学校と改称
- 1948年4月1日 - 山口県立盲唖学校を山口県立盲学校と山口県立聾学校とに分離
- 1948年4月8日 - 新学制の施行により小学部6年、中学部3年、高等部3年（木材工芸科、被服科）の課程を設置
- 1950年2月11日 - 下関に分室を残し、本校を山口市に移転。寄宿舎を教室に併用
- 1953年4月1日 - 下関分教室が下関分校に昇格
- 1955年4月1日 - 下関分校に中学部設置
- 1959年2月5日 - 下関分校が笹山校舎に移転
- 1960年4月1日 - 本校高等部に印刷科設置
- 1967年7月6日 - 下関分校が新校舎に移転
- 1971年4月1日 - 高等部の学科制（工芸科、印刷科、被服科）認定
- 1973年4月1日 - 高等部教育課程改訂により、工芸科を産業工芸科と改称
- 1989年4月1日 - 新校訓（協調、自律、努力）制定
- 1990年4月1日 - 高等部の学科を産業情報科、生活情報科の2科に改編
- 1998年4月1日 - 高等部に普通科の課程を設置
- 2008年4月1日 - 山口県立山口南総合支援学校と改称。特別教育支援センター、聴覚障害教育センターを設置する
- 2009年4月1日 - 高等部学科を再編し、生活情報科を廃止。本校に寄宿舎設置
- 2010年4月1日 - 下関分校休校
- 2014年4月1日 - 視覚障害教育センターの設置
- 2017年
  - 3月31日 - 下関分校廃校
  - 4月1日 - 学校運営協議会設置、コミュニティ・スクール導入
- 2018年4月1日 - 地域支援室設置

## 所在地・アクセス
- 本校（JR四辻駅下車徒歩約2km）
住所　〒747-1221　山口県山口市鋳銭司南原2364-6

## 出身者
- 木村晴美（国立障害者リハビリテーションセンター学院教官、NHK手話ニュース845キャスター）